# Valones de Suecia
A partir de 1600, entre 5 000 y 10 000 valones emigraron a Suecia por motivos económicos y religiosos. Con sus conocimientos técnicos contribuyeron al desarrollo de grandes progresos en la industria del acero. Su estilo de vida era más avanzado que el sueco de la época, por lo que aportó innovaciones en este campo, especialmente en el de la higiene. Se mantuvieron largo tiempo en la élite de la población sueca, guardando celosamente sus secretos técnicos, hasta finales del siglo XVIII.
Hacia 1920, en una época donde la presencia valona tendía a desaparecer, nace en el diario del sindicato de los metalúrgicos suecos el mito del trabajador valón a la vez fuerte y dotado de una viva conciencia de clase. Este periódico, Metallarbetaren, escribió estas sorprendentes líneas: "Son más nerviosos, más sanos y viven más tiempo. Su habilidad y profesionalidad eran superiores a las de los flamencos. Sobrepasan a los franceses en tenacidad y ardor, cualidad que han favorecido su inmigración a Suecia. Pero su impetuosidad apasionada les hace retornar al pueblo francés" (3 de junio de 1922). Se inventa el mito del valón capaz de resistir sindicalmente, notablemente en la huelga, propuesto como modelo de los suecos.
Anders Florén y Maths Isacson, en El valón y las fraguas en el discurso político sueco de entreguerras pp. 271-286 de De hierro y de fuego, escriben: "Sin duda existía en estos difíciles tiempos de crisis un fuerte deseo de modelos, y los valones ofrecían una encarnación ideal de los valores que el sindicato de metalúrgicos intentaba promover." El choque de la emigración valona en Suecia es constante, hasta la aparición del mito de un valón, héroe sindical, que no se corresponde con la realidad histórica de los siglos XVII y XVIII, ni con la realidad de los años 20 en Suecia.
Ellos fueron el origen de la industria metalúrgica sueca en el siglo XVII. Su lengua continuó usándose en algunas regiones hasta el siglo XIX.
- Datos: Q934315